# Vysshaya Liga 1997
La Vysshaya Liga 1997 fue la sexta edición de la máxima categoría del fútbol ruso desde la disolución de la Unión Soviética. El campeón fue el Spartak Moscú, que ganó su quinto título.
El goleador del campeonato fue Oleg Vereténnikov, del Rotor Volgogrado.

## Tabla de posiciones
|  | Pos. | Equipo                    | Pts | PJ | PG | PE | PP | GF | GC | DG  |
|  | ---- | ------------------------- | --- | -- | -- | -- | -- | -- | -- | --- |
|  | 1.   | Spartak Moscú             | 73  | 34 | 22 | 7  | 5  | 67 | 30 | +37 |
|  | 2.   | Rotor                     | 68  | 34 | 20 | 8  | 6  | 54 | 27 | +27 |
|  | 3.   | Dinamo Moscú              | 68  | 34 | 19 | 11 | 4  | 50 | 20 | +30 |
|  | 4.   | Shinnik Yaroslavl         | 55  | 34 | 15 | 10 | 9  | 38 | 35 | +3  |
|  | 5.   | Lokomotiv Moscú           | 54  | 34 | 15 | 9  | 10 | 47 | 37 | +10 |
|  | 6.   | Chernomorets Novorossiysk | 53  | 34 | 13 | 14 | 7  | 40 | 26 | +14 |
|  | 7.   | Krylia Sovetov            | 49  | 34 | 14 | 7  | 13 | 32 | 30 | +2  |
|  | 8.   | Zenit                     | 49  | 34 | 13 | 10 | 11 | 28 | 29 | -1  |
|  | 9.   | Baltika Kaliningrad       | 49  | 34 | 11 | 16 | 7  | 38 | 33 | +5  |
|  | 10.  | Alania Vladikavkaz        | 46  | 34 | 14 | 4  | 16 | 52 | 42 | +10 |
|  | 11.  | Torpedo-Luzhniki          | 45  | 34 | 13 | 6  | 15 | 50 | 46 | +4  |
|  | 12.  | CSKA Moscú                | 42  | 34 | 11 | 9  | 14 | 31 | 42 | -11 |
|  | 13.  | Rostselmash               | 41  | 34 | 9  | 14 | 11 | 34 | 38 | -4  |
|  | 14.  | Zhemchuzhina-Sochi        | 40  | 34 | 11 | 7  | 16 | 38 | 51 | -13 |
|  | 15.  | Tyumen                    | 34  | 34 | 9  | 7  | 18 | 28 | 46 | -18 |
|  | 16.  | Fakel Voronezh            | 26  | 34 | 7  | 5  | 22 | 25 | 49 | -24 |
|  | 17.  | Lokomotiv Nizhny Novgorod | 23  | 34 | 6  | 5  | 23 | 26 | 60 | -34 |
|  | 18.  | KAMAZ                     | 21  | 34 | 8  | 3  | 23 | 38 | 75 | -37 |

Pts = Puntos; PJ = Partidos jugados; PG = Partidos ganados; PE = Partidos empatados; PP = Partidos perdidos; GF = Goles a favor; GC = Goles en contra; DG = Diferencia de gol
|  | Clasificado para la segunda ronda previa de la Liga de Campeones de la UEFA 1998-99 |
|  | Clasificado para la segunda ronda previa de la Copa de la UEFA 1998-99              |
|  | Clasificado para la primera ronda de la Recopa de Europa 1998-99                    |
|  | Clasificado para la Copa Intertoto de la UEFA 1998                                  |
|  | Descendido a la Primera División 1998                                               |

| Rusia                           |
| Campeón Spartak Moscú 5° título |

## Goleadores
| # | Jugador              | Goles | Equipo           |
| - | -------------------- | ----- | ---------------- |
| 1 | Oleg Vereténnikov    | 22    | Rotor            |
| 2 | Oleg Teriojin        | 17    | Dinamo           |
| 3 | Ígor Yanovski        | 13    | Alania           |
| 4 | Lev Bérezner         | 11    | Chernomorets     |
|   | Aleksandr Zernov     | 11    | Rotor            |
|   | Valeri Kechinov      | 11    | Spartak          |
| 7 | Andréi Tíjonov       | 10    | Spartak          |
|   | Edgaras Jankauskas   | 10    | Torpedo-Luzhniki |
| 9 | Aleksandr Guerasimov | 9     | Shinnik          |
|   | Alekséi Kosolápov    | 9     | Lokomotiv M      |
|   | Vladímir Kulik       | 9     | CSKA             |
|   | Dmitri Jojlov        | 9     | Torpedo-Luzhniki |